# Sávva Líka
Vojsavva « Sávva » Líka (en grec moderne : Σάββα Λίκα, en albanais : Vojsava Lika, née le 27 juin 1970 à Korçë, Albanie) est une athlète grecque, spécialiste du lancer du javelot.

## Carrière
Elle mesure 1,73 m pour 63 kg et appartient au club de Panellinios YS Athènes.
Son record est de 63,13 m (5e lors des Championnats du monde d'athlétisme 2007). Elle est devenue grecque en 2002, après avoir émigré à pied en Grèce en 1997.

## Palmarès
| Date | Compétition           | Lieu    | Résultat | Marque  |
| ---- | --------------------- | ------- | -------- | ------- |
| 2004 | Jeux olympiques       | Athènes | 9e       | 60,91 m |
| 2007 | Championnats du monde | Osaka   | 5e       | 63,13 m |
| 2009 | Jeux méditerranéens   | Pescara | 1re      | 60,97 m |
| 2009 | Championnats du monde | Berlin  | 7e       | 60,29 m |